# Postigo do Caracol da Graça
O Postigo do Caracol da Graça foi uma antiga porta da cidade de Lisboa, inserida na cerca fernandina da cidade.
Localizava-se à saída do adro da Graça, no mesmo local onde começa o declive do caracol que vem dar às Olarias. Foi demolido em 1700.